# Кибинцы
Кибинцы́ (укр. Кибинці) — село, Кибинский сельский совет, Миргородский район, Полтавская область, Украина.
Код КОАТУУ — 5323282801. Население по переписи 2001 года составляло 1332 человека.
Является административным центром Кибинского сельского совета, в который, кроме того, входит село
Беево.

## Географическое положение
Село Кибинцы находится между реками Хорол и Лихобабовка (4-5 км). По селу протекает пересыхающий ручей с запрудами.
Рядом проходят автомобильная дорога Р-42 и железная дорога, станция Кибинцы.

## История
Первое упоминание — в 1688 году; в то время оно являлось собственностью миргородского протопопа Леонтия Филипповича Филиппова. Известно, что в XVIII столетии это село входило в первую Миргородскую сотню Миргородского полка. В 1729 году там было 133 двора, а в 1781 — уже 220 хат и даже почтовая станция.
В 1788 году имение в Кибинцах было продано Д. П. Трощинскому, который жил здесь после выхода в отставку, с 1806 года (за исключением периода 1814—1822 годах, когда он сначала был министром юстиции, а затем пять лет оставался в Петербурге). Отец Н. В. Гоголя, жена которого, Мария Ивановна Гоголь-Яновская, была племянницей Трощинского, работал управляющим имения.
Имение Трощинского было одним из центров украинской культуры первой четверти XIX века. Здесь действовал домашний театр, оркестр, была библиотека; в Кибинцах часто бывал писатель В. В. Капнист, общественный деятель И. М. Муравьев-Апостол.
Здесь родились украинский поэт, представитель украинского футуризма Михаил Семенко, а также цветовод-селекционер Василий Ермоленко.
В Центральном Государственном Историческом Архиве Украины в городе Киеве есть документы православной церкви за 1752-1792 год
Село указано на подробной карте Российской Империи и близлежащих заграничных владений 1816 года  

## Объекты социальной сферы
- Школа
- Дом культуры